# Río Celos
El Celos o Kelos es un río ficticio localizado en la Tierra Media, el universo imaginario creado por el escritor británico J. R. R. Tolkien. Está mencionado en la novela de Tolkien El Señor de los Anillos y fluye por el reino de Gondor, siendo uno de los cinco ríos de la región de Lebennin. Nace en las Ered Nimrais y vuelca sus aguas hacia el sur para unirse en la región de Tumladen con las aguas del Sirith. Tiene unas 60 millas (casi 100 km) de recorrido.

## Etimología y significado del nombre
Christopher Tolkien asevera que su nombre proviene de la raíz quenya kelu («fluir velozmente»), unida a la terminación -ssë o -ssa, para producir el nombre en quenya Kelussë («Riada», agua que desciende velozmente de una fuente abierta en la roca), del que derivaría Celos. Otra posibilidad, apuntada con dudas por Robert Foster, es que se trate de un nombre sindarin, que estaría formado por cel- («fluir velozmente») + loss («nieve»), para dar «Nieve que fluye».